# COSAG

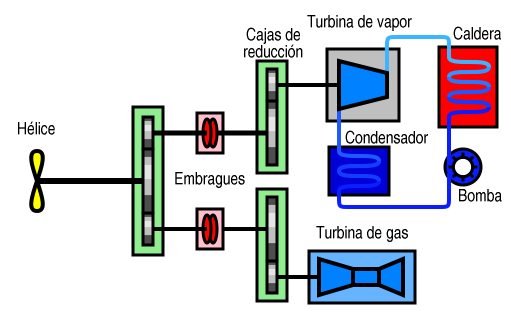
Esquema de un sistema de propulsión COSAG.

COSAG(COombined Steam And Gas -- Combinado vapor y gas) es un sistema de propulsión naval que emplea una combinación de turbinas de vapor y turbinas de gas para impulsar los árboles de las hélices. Dispositivos de transmisión y embragues permiten que los motores impulsen el árbol en forma indistinta o conjunta.
El sistema COSAG reúne las ventajas de la eficiencia a velocidad de crucero y la confiabilidad de los sistemas accionados a vapor con la rápida aceleración y el breve tiempo de arranque de los sistemas de gas. Este sistema fue usado principalmente en la primera generación de navíos de guerra con turbina de gas, como los destructores clase County y las fragatas clase Tribal de la Royal Navy.
Este artículo contiene material adaptado de su similar en Wikipedia en inglés.
- Datos: Q2544116